# Aloe kedongensis

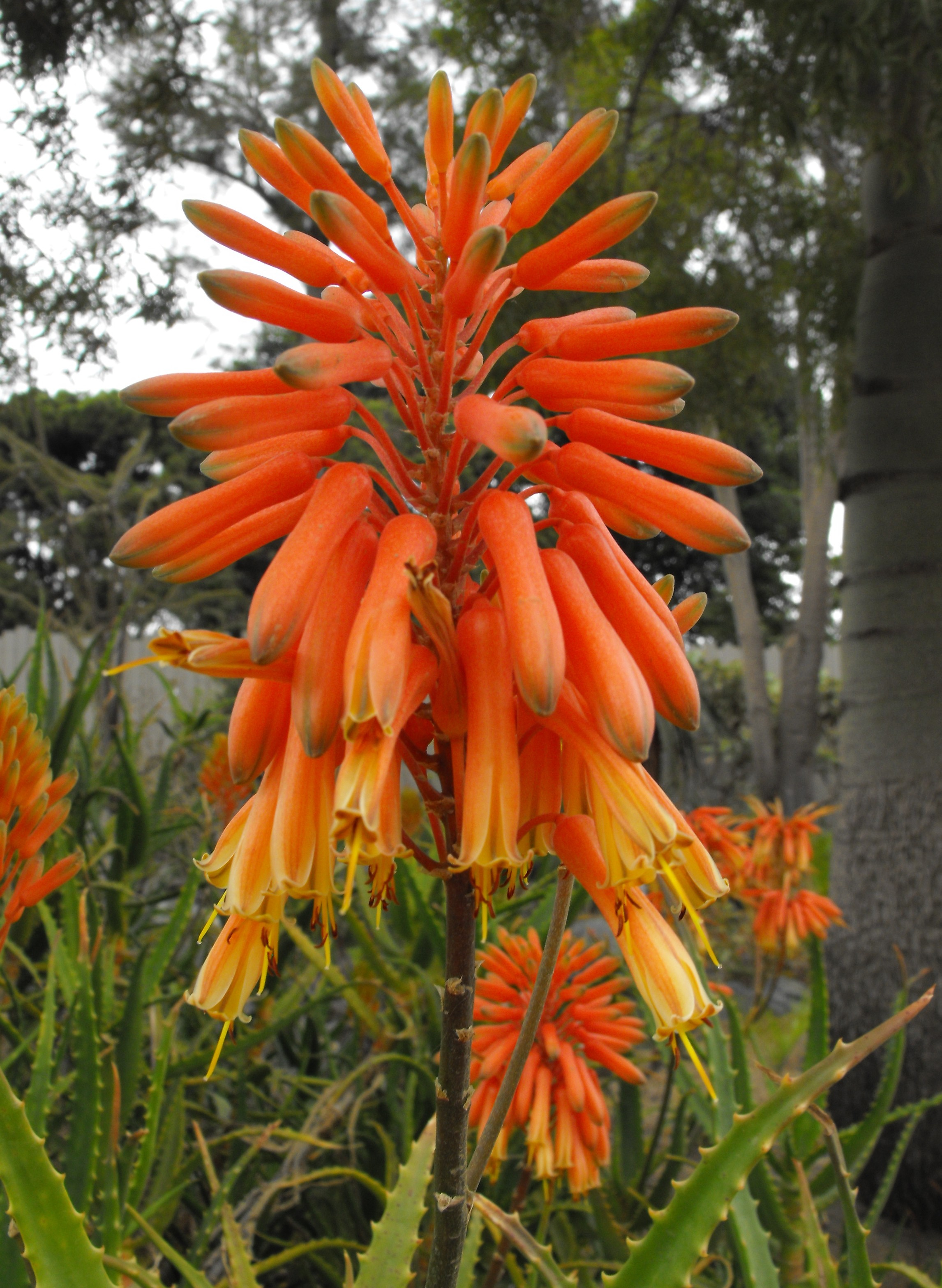
Blüten

Aloe kedongensis ist eine Pflanzenart der Gattung der Aloen in der Unterfamilie der Affodillgewächse (Asphodeloideae). Das Artepitheton kedongensis verweist auf das Vorkommen der Art im Kedong-Tal in Kenia.

## Beschreibung

### Vegetative Merkmale
Aloe kedongensis wächst stammbildend, verzweigt an oder nahe der Basis und bildet Dickichte. Die aufrechten oder ausgebreiteten, bis zu 4 Meter langen Stämme weisen Durchmesser von 3 bis 7 Zentimeter auf. Die lanzettlichen Laubblätter bilden Rosetten und sind auf 30 bis 60 Zentimeter unterhalb der Stammspitze ausdauernd. Ihre graugrüne bis gelblich grüne Blattspreite ist 30 Zentimeter lang und 4 Zentimeter breit. Die Blattoberfläche ist glatt. Die rötlich braun gespitzten Zähne am Blattrand sind 2 bis 3 Millimeter lang und stehen 10 bis 15 Millimeter voneinander entfernt. Der Blattsaft ist trocken gelblich.

### Blütenstände und Blüten
Der Blütenstand besteht aus zwei bis vier Zweigen und ist bis zu 75 Zentimeter lang. Die dichten, zylindrischen Trauben sind 10 bis 20 Zentimeter lang und 8 Zentimeter breit. Die eiförmig-spitzen Brakteen weisen eine Länge von 5 Millimeter auf und sind ebenso breit. Die scharlachroten Blüten stehen an 20 bis 25 Millimeter langen Blütenstielen. Die Blüten sind 35 Millimeter lang und an ihrer Basis kurz verschmälert. Auf Höhe des Fruchtknotens weisen sie einen Durchmesser von 7 Millimeter auf. Darüber sind sie leicht verengt und dann zu ihrer Mündung hin leicht erweitert. Ihre äußeren Perigonblätter sind auf einer Länge von 14 Millimetern miteinander verwachsen. Die Staubblätter und der Griffel ragen etwa 3 Millimeter aus der Blüte heraus.

### Genetik
Die Chromosomenzahl beträgt {\displaystyle 2n=28}.

## Systematik und Verbreitung
Aloe kedongensis ist in Kenia in dichtem Busch, meist auf felsigen Boden in Höhenlagen von 1825 bis 2300 Metern verbreitet. Das Verbreitungsgebiet erstreckt sich im Great Rift Valley von Naivasha bis nach Nakuru.
Die Erstbeschreibung durch Gilbert Westacott Reynolds wurde 1953 veröffentlicht. Ein Synonym ist Aloe nyeriensis subsp. kedongensis (Reynolds) S.Carter (1980).

## Nachweise